# Reg Strikes Back
Reg Strikes Back es el vigésimo primer álbum de estudio de Elton John, editado en 1988 por Rocket. El disco fue entendido por Elton como un regreso, después del decepcionante Leather Jackets, el "Reg" del título (Reg contraataca) hace referencia a su verdadero nombre, Reginald.
Para este álbum John volvió a trabajar con el productor Chris Thomas, obteniendo varios nuevos hits, como "I Don't Wanna Go on with You Like That", "Town of Plenty" (con Pete Townshend como invitado especial), o la balada "A Word in Spanish".

## Historia
Este fue el último álbum en el que apareció el bajista Dee Murray (aunque sin bajo) antes de su muerte en 1992. Además, Nigel Olsson, el baterista de toda la vida de la banda de John, aparece (sin batería) en los coros. John trajo al productor discográfico Chris Thomas para el álbum. Este fue el primer álbum de estudio que se grabó y lanzó después de la cirugía de garganta de John el año anterior. La portada del álbum presentaba disfraces de la colección de John que decidió subastar.
Las pistas "I Don't Wanna Go On with You Like That" y "A Word in Spanish" alcanzaron el puesto n. °2 y el n. °19 en el Billboard Hot 100, respectivamente.
Mientras estaba en el Reino Unido, "I Don't Wanna Go On with You Like That" fue la única canción del álbum que alcanzó el Top 40 allí, alcanzando el puesto 30 como seguimiento de "Town of Plenty" y "A Word in Spanish" aparece fuera del Top 40 en la misma lista, alcanzando el puesto 74 y 91.

## Tour
Después de tomarse más de un año de descanso (para recuperarse de una cirugía de garganta, abordar problemas personales y grabar Reg Strikes Back en Londres), John volvió a los escenarios con una nueva sección rítmica. Quería más un sonido de R&B en su material, por lo que el baterista Jonathan Moffett y el bajista Romeo Williams, junto con los coristas Marlena Jeter, Natalie Jackson y Alex Brown, se agregaron a la banda. El guitarrista Davey Johnstone, ahora también en el papel de director musical, había reunido a la nueva banda, una tarea que continúa haciendo.
El primer show de la banda fue en un evento benéfico contra el SIDA en el Century Plaza Hotel en Los Ángeles, donde tocaron un set de 14 canciones que incluían la composición nunca lanzada de John/Taupin, "Love Is Worth Waiting For". La gira estadounidense comenzó el 9 de septiembre en el Miami Arena de Miami, Florida, y concluyó el 22 de octubre en el Madison Square Garden de Nueva York.
Después de grabar el siguiente álbum, Sleeping With The Past en Dinamarca, la banda (ahora con la corista Mortonette Jenkins en lugar de Alex Brown) reanudó su gira el 20 de marzo de 1989 en La Halle Tony Garnier en Lyon, Francia, y tocó en Europa del Este y el Reino Unido, concluyendo el 10 de junio de 1989 en el RDS Arena de Dublín.

## Lista de canciones
- Autor Elton John & Bernie Taupin, salvo el indicado.

| Lado A |                                          |          |  |
| N.º    | Título                                   | Duración |  |
| 1.     | «Town of Plenty»                         | 3:40     |  |
| 2.     | «A Word in Spanish»                      | 4:39     |  |
| 3.     | «Mona Lisas and Mad Hatters (Part Two)»  | 4:12     |  |
| 4.     | «I Don't Wanna Go On with You Like That» | 4:33     |  |
| 5.     | «Japanese Hands»                         | 4:40     |  |

| Lado B |                            |          |  |
| N.º    | Título                     | Duración |  |
| 1.     | «Goodbye Marlon Brando»    | 3:30     |  |
| 2.     | «The Camera Never Lies»    | 4:36     |  |
| 3.     | «Heavy Traffic»            | 3:30     |  |
| 4.     | «Poor Cow»                 | 3:50     |  |
| 5.     | «Since God Invented Girls» | 4:54     |  |
| 42:06  |                            |          |  |

| Bonus tracks (Reedición de 1998 de PolyGram International) |                                          |          |  |
| N.º                                                        | Título                                   | Duración |  |
| 1.                                                         | «Rope Around a Fool»                     | 3:48     |  |
| 2.                                                         | «I Don't Wanna Go On with You Like That» | 7:16     |  |
| 3.                                                         | «I Don't Wanna Go On with You Like That» | 4:37     |  |
| 4.                                                         | «Mona Lisas and Mad Hatters (Part Two)»  | 6:19     |  |
| 64:06                                                      |                                          |          |  |

## Certificaciones
| Región                                        | Certificado | Unidades/ventas |
| --------------------------------------------- | ----------- | --------------- |
| Australian Recording Industry Association     | Oro         | 35.000          |
| Music Canada                                  | Platino x2  | 200.000         |
| Syndicat National de l'Édition Phonographique | Oro         | 100.000         |
| Italia (ventas de 1988-1989)                  |             | 500.000         |
| España                                        |             | 25.000          |
| British Phonographic Industry                 | Plata       | 60.000          |
| Recording Industry Association of America     | Oro         | 500.000         |